# Харпачка (річка)
Харпачка — річка в Україні, у Миргородському районі Полтавської області. Права притока Хоролу (басейн Дніпра).

## Опис
Довжина річки приблизно 9,5 км. У пригирловій частині пересихає.

## Розташування
Бере початок у селі Кибинці. Тече переважно на південний схід через Єрки і біля Рибальське впадає у річку Хорол, праву притоку Псла.
Річку перетинає гілка Південної залізниці. На правому березі річки розташована станція Кибинці.